# Горавица
Горавица (бел. Гаравіца) — деревня в Дрогичинском районе Брестской области Белоруссии. Входит в состав Радостовского сельсовета.

## География
Деревня находится в южной части Брестской области, на берегах Белоозёрского канала, при автодороге Н-632, на расстоянии приблизительно 26 километров (по прямой) к юго-юго-западу от города Дрогичина, административного центра района. Абсолютная высота — 144 метра над уровнем моря. Площадь населённого пункта — 0,3557 км².

## История
В 1921 году входила в состав гмины Леликов Каширского повета Полесского воеводства. В 1921 году числилось 111 жителей, проживавших в 18 домах. В этническом составе населения того периода поляки составляли 53 %, полещуки — 30 %, русины — 17 %. В конфессиональном составе населения преобладали православные христиане (100 %).
С 1939 года в БССР, с 1940 года в составе Радостовского сельсовета.

## Население
По данным переписи 2019 года, в деревне проживало 148 человека.
| Год  | Население, человек |
| ---- | ------------------ |
| 1921 | 111                |
| 1960 | ↗ 478              |
| 1970 | ↘ 422              |
| 1995 | ↘ 228              |
| 2005 | ↘ 177              |
| 2009 | ↘ 162              |
| 2019 | ↘ 148              |